# Општина Ђулвез
Општина Ђулваз (рум. Comuna Giulvăz) је општина у округу Тимиш у западној Румунији. Општина је значајна по присутној српској националној мањини у Румунији, која је данас малобројна, али и даље присутна.
Општина Ђулвез се налази у источном, румунском Банату, на 10-20 km од државне границе са Србијом. Општина је равничарског карактера.

## Насељена места
Општина се састоји из 4 насеља:
- Ђулвез - седиште општине
- Иванда
- Нови Крај
- Рудна

## Становништво
Општина Ђулвез имала је према попису 2011. године 3.075 становника. Срби у општини чине око 6,4% становништва, а пре једног века били су већина. Живе претежно у селима Иванда и Рудна, где су донедавно представљали већину. Остатак су првенствено Румуни (79,9%) и Роми (5,5%).
| Етнички састав према попису из 2011. године‍ | Етнички састав према попису из 2011. године‍ | Етнички састав према попису из 2011. године‍ | Етнички састав према попису из 2011. године‍ | Етнички састав према попису из 2011. године‍ |
| ------------------------------------------- | ------------------------------------------- | ------------------------------------------- | ------------------------------------------- | ------------------------------------------- |
|                                             |                                             |                                             |                                             |                                             |
| Румуни                                      | Румуни                                      |                                             | 2.459                                       | 79,9%                                       |
| Срби                                        | Срби                                        |                                             | 198                                         | 6,4%                                        |
| Роми                                        | Роми                                        |                                             | 169                                         | 5,5%                                        |
| Мађари                                      | Мађари                                      |                                             | 50                                          | 1,6%                                        |
| Немци                                       | Немци                                       |                                             | 32                                          | 1%                                          |

На попису становништва из 1930. године општина је имала 5.048 становника, а релативну већину су чинили Срби.
| Етнички састав према попису из 1930. године‍ | Етнички састав према попису из 1930. године‍ | Етнички састав према попису из 1930. године‍ | Етнички састав према попису из 1930. године‍ | Етнички састав према попису из 1930. године‍ |
| ------------------------------------------- | ------------------------------------------- | ------------------------------------------- | ------------------------------------------- | ------------------------------------------- |
|                                             |                                             |                                             |                                             |                                             |
| Срби                                        | Срби                                        |                                             | 1.936                                       | 38,3%                                       |
| Румуни                                      | Румуни                                      |                                             | 1.870                                       | 37%                                         |
| Немци                                       | Немци                                       |                                             | 874                                         | 17,3%                                       |
| Мађари                                      | Мађари                                      |                                             | 214                                         | 4,2%                                        |
| Роми                                        | Роми                                        |                                             | 128                                         | 2,5%                                        |